# Luz Gabriela Arango Gaviria
Luz Gabriela Arango Gaviria  (Medellín, Colombia, 18 de septiembre de 1957-Bogotá, Colombia, 8 de octubre de 2017)  fue una socióloga feminista de la Universidad Paul Valéry de Montpellier, doctora de la Escuela de Altos Estudios en Ciencias Sociales de París, se desempeñó como docente en la Universidad Externado de Colombia, Universidad de los Andes y de la Universidad  Nacional de Colombia en donde trabajó desde 1995 hasta su fallecimiento. Fue profesora invitada del Instituto de Altos Estudios sobre América Latina de París en la Cátedra Antonio Nariño de Estudios Colombianos en 2003. También adelantó estancias posdoctorales en la Universidad Estatal de Campinas y fue conferencista invitada en diversas instituciones de América y Europa.
En la Universidad Nacional de Colombia se desempeñó como docente en el departamento de Sociología y en la Escuela de Estudios de Género. Además, junto con la antropóloga Mara Viveros Vigoya, fue fundadora y codirectora del Grupo Interdisciplinario de Estudios de Género-GIEG- y Directora del Centro de Estudios Sociales, y de la Escuela de Estudios de Género. También fue la primera Secretaria Técnica del Observatorio de Asuntos de Género de dicha Universidad.

## Feminismo académico
Las investigaciones de Arango se destacaron por posicionar la crítica feminista en los estudios sociológicos, particularmente en temas como el trabajo, la educación y el cuidado.
Su tesis doctoral sobre el trabajo de las mujeres obreras en la empresa textil, llamado Mujer, religión e industria. Fabricato 1923-1982 (1991), fue una investigación pionera de la interrelación de los estudios feministas y de género en el campo del trabajo en Latinoamérica.
Otro de sus temas de interés fue la educación, particularmente en el ámbito universitario. Su investigación Jóvenes en la universidad Género, clase e identidad profesional (2004) fue un aporte definitivo a la sociología de la educación en Colombia. En este libro Arango hizo una caracterización generizada del estudiantado de la Universidad Nacional de Colombia, relacionándola con otros dispositivos de categorización social. En dicha investigación aborda temas como la división sexual del trabajo académico y las jerarquías profesionales en la universidad atravesadas por los órdenes de género, las jerarquías de clase y los mecanismos de movilidad social. Como tal, esta investigación ha sentado las bases para diversos estudios sobre educación superior, culturas académicas, clases sociales y relaciones de género en Colombia.
Entre sus últimas investigaciones académicas, relaciona el tema del trabajo y las jerarquías profesionales en áreas no convencionales como los Trabajos del cuidado. En dicha categoría ubicó los trabajos que tradicionalmente han sido asociados a las mujeres y que no tienen mayor prestigio social,  a pesar de ser indispensables para la reproducción humana. Entre sus investigaciones más destacadas sobre los trabajos de cuidado se destacan los libros:
- El trabajo y la ética del cuidado (2011), en donde fue copiladora junto con Pascale Molinier.
- Género y Cuidado, Teorías Escenarios y Políticas (2018), coautora con Adira Amaya Urquijo, Tania Pérez-Bustos y Javier Pineda Duque
- Género, Trabajo y cuidado en salones de belleza (2018), en coautoría con Javier Armando Pineda Duque.[7][8]